# Royal Standard de Liège
Il Royal Standard de Liège, noto internazionalmente come Standard Liège, è una società calcistica belga con sede nella città di Liegi. Milita nella Pro League, la massima serie del campionato belga, nella quale detiene il record di partecipazioni. Gioca le partite casalinghe nello Stadio Maurice Dufrasne, che può contenere 30.023 spettatori, ed è noto anche come Cauldron of Sclessin.
Fondato nel 1898, nella sua storia lo Standard si è aggiudicato 10 titoli belgi, 8 coppe e 4 supercoppe nazionali. A livello internazionale, il punto più elevato è stato il raggiungimento della finale della Coppa delle Coppe 1981-1982, dove la squadra è stata sconfitta dal Barcellona.
Lo Standard è una delle squadre più popolari del Belgio, ed è la quarta per numero di campionati vinti. I suoi giocatori sono conosciuti anche come les rouches ("i rossi" nel dialetto locale) per il colore delle loro divise.

## Storia
Lo Standard Liegi viene fondato nel 1898 a Liegi da alcuni studenti del Collège di Saint-Servais. L'ispirazione per il nome viene presa da un club molto famoso all'epoca, lo Standard Athletic Club di Parigi.

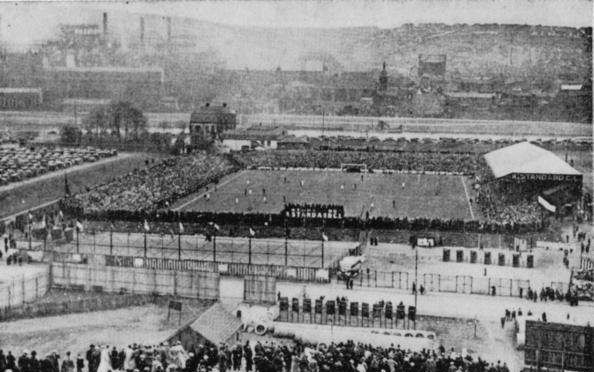
Lo Stadio Maurice Dufrasne nel 1925.

Il club partecipa subito al campionato belga, e arriva a disputare per la prima volta il campionato di massima divisione nella stagione 1909-1910, che viene conclusa al quinto posto. Negli anni venti lo Standard è vicecampione nel 1925-1926 e nel 1927-1928, sempre alle spalle del Beerschot, mentre nel anni trenta la squadra conquista il secondo posto al termine del campionato 1935-1936; in questo periodo inizia a giocare Jean Capelle, che detiene il record di gol segnati in maglia rossa.

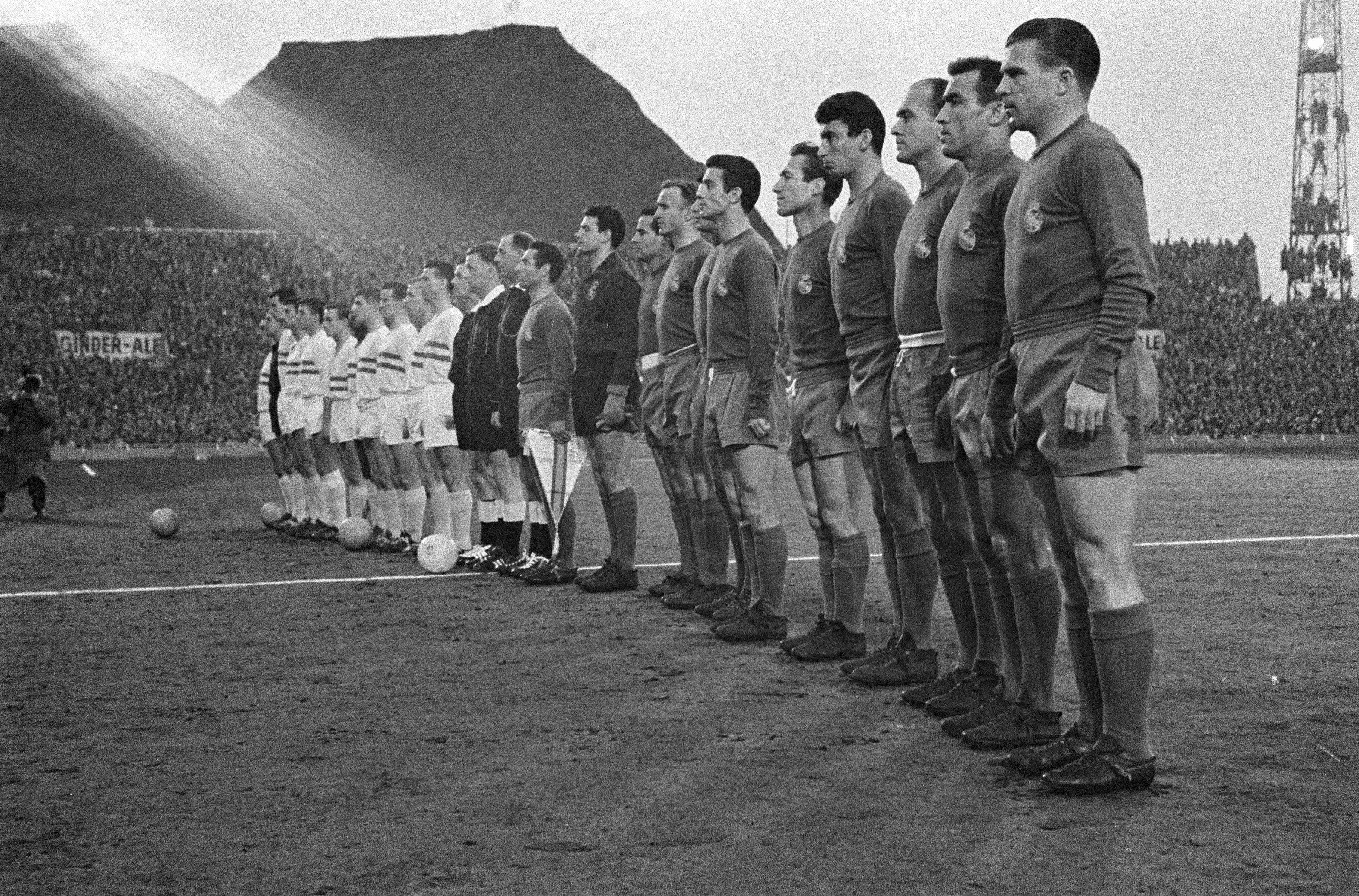
Standard- 0-2, semifinale di ritorno della Coppa dei Campioni 1961-1962.

Lo Standard conquista il primo trofeo nel 1954, la Coppa del Belgio, con in panchina André Riou e in campo Henri Thellin, il giocatore con più presenze nella squadra; un altro giocatore importante in questo periodo è anche Jean Mathonet, che è anche capocannoniere in campionato nel 1956. Il primo titolo belga arriva invece al termine del campionato 1957-1958, e a questo punto Riou lascia la squadra. In pochi anni lo Standard conquista comunque altri due titoli, nel 1960-1961 e nel 1962-1963, ai quali contribuisce sicuramente Jean Nicolay, nominato calciatore belga dell'anno nel 1963. In campo internazionale, invece, i belgi ottengono un risultato di rilievo nella Coppa dei Campioni 1961-1962, dove arrivano a giocare le semifinali contro il Real Madrid; nella Coppa dei Campioni 1958-1959, all'esordio nelle competizioni europee, lo Standard era invece arrivato fino ai quarti. Negli anni a seguire la squadra vince altre due Coppe del Belgio, nel 1966 e nel 1967, e in questo modo partecipa a due edizioni della Coppa delle Coppe. Qui ottiene dei buoni risultati, ed è curiosamente sempre eliminato dalla squadra che poi vincerà il trofeo: il Bayern Monaco nelle semifinali dell'edizione 1966-1967, e il Milan nei quarti di quella del 1967-1968. Una soddisfazione è comunque il fatto che Roger Claessen si laurea capocannoniere nella prima delle due.
Nel 1968 lo Standard assume come allenatore René Hauss, e la squadra vince tre titoli consecutivi, 1968-1969, 1969-1970 e 1970-1971. Tra i protagonisti di questi successi ci sono sicuramente Wilfried Van Moer, Christian Piot, Antal Nagy e Erwin Kostedde. I belgi partecipano così a tre edizioni della Coppa dei Campioni raggiungendo in due casi i quarti, nella prima e nella terza: sono eliminati rispettivamente da Leeds Utd e Inter.
Hauss lascia la squadra nel 1973, per il resto negli anni settanta lo Standard non conquista altri trofei e arriva al massimo a disputare la finale della coppa nazionale in due occasioni. In campionato ottiene in genere buoni piazzamenti; partecipa quindi varie volte alla Coppa UEFA, senza tuttavia avanzare oltre il terzo turno. In questo periodo un altro giocatore dello Standard diventa capocannoniere in campionato, Harald Nickel, inoltre militano anche Jacques Beurlet, Nicolas Dewalque, Ásgeir Sigurvinsson e Eric Gerets, oltre a Van Moer e Piot.
Nel 1979 viene ingaggiato Ernst Happel, allenatore con alle spalle un palmarès di notevole caratura: la squadra partecipa alla Coppa UEFA 1979-1980 ed elimina il Napoli nel secondo turno, prima di essere eliminata nel turno successivo. In campionato arriva poi un secondo posto, mentre nella successiva edizione di Coppa UEFA giunge fino ai quarti, dove è eliminata dal Colonia; a fine stagione, dopo la conquista della Coppa del Belgio, la quarta per la squadra, Happel lascia.

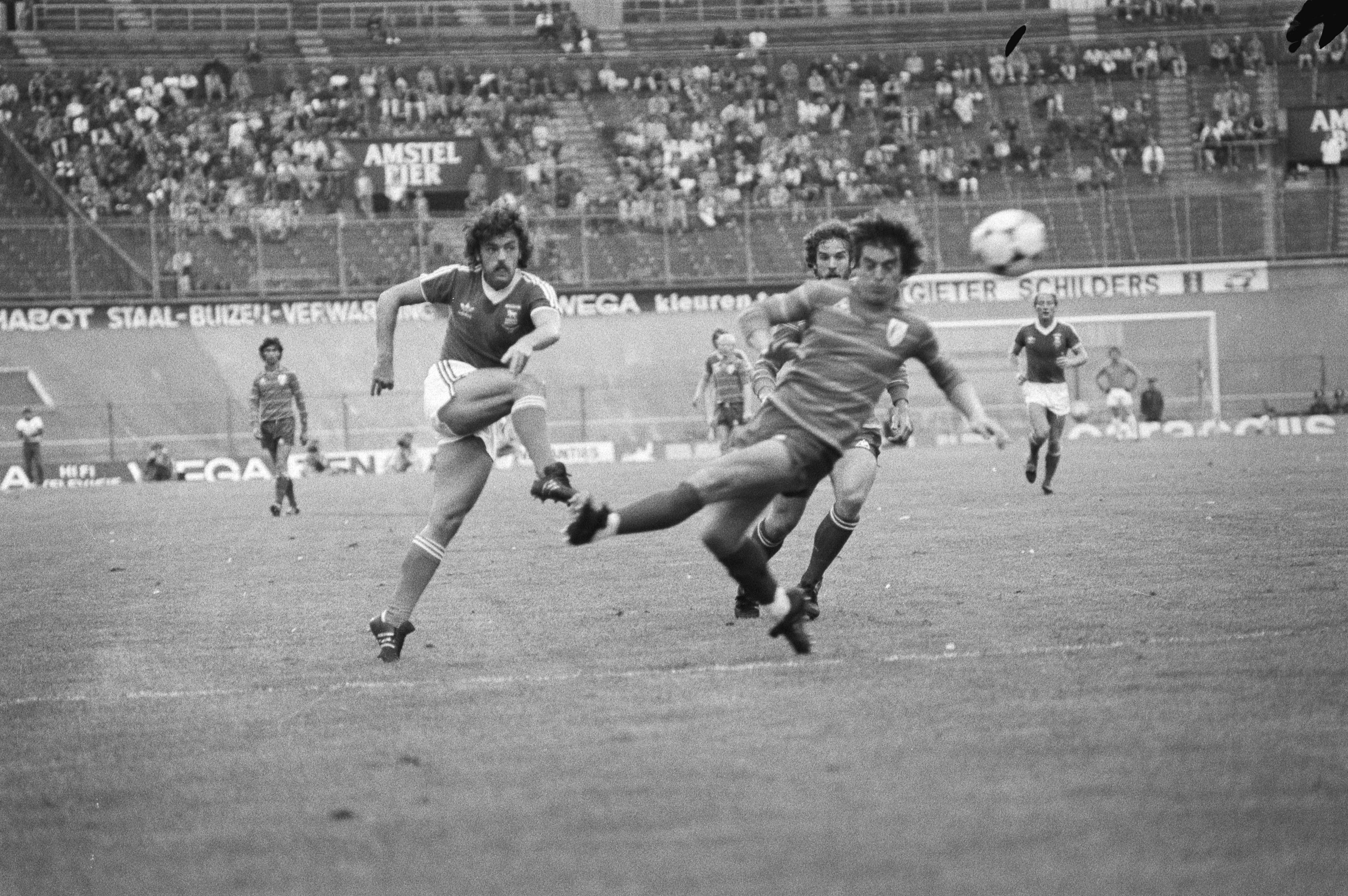
1981, amichevole contro l'.

Nel 1981 lo Standard si affida a Raymond Goethals, che inizia conquistando la prima Supercoppa del Belgio e successivamente vince il titolo dopo più di un decennio di digiuno. Inoltre, il 12 maggio 1982 i belgi disputano al Camp Nou la finale della Coppa delle Coppe proprio contro il Barcellona, che però vince 2-1: il trofeo viene quindi vinto dai catalani, ma il capocannoniere della manifestazione è un giocatore dello Standard, Eddy Voordeckers; tra i protagonisti di questa stagione figurano comunque anche Arie Haan, Michel Preud'homme e Gerets, eletto giocatore dell'anno. Questi successi verranno tuttavia macchiati nel 1984 da uno scandalo che metterà in dubbio la regolarità all'ultima partita di campionato: ci saranno alcune squalifiche, ma non verrà modificato il verdetto del campo. La squadra partecipa quindi alla Coppa dei Campioni 1982-1983 dove viene eliminata negli ottavi dalla Juventus, ma a fine stagione arriva l'ottavo titolo; anche nella successiva edizione della Coppa dei Campioni il cammino sarà lo stesso, mentre nella stagione 1983-1984 arriva la seconda Supercoppa.
A questi successi segue però un lungo periodo in cui le vittorie importanti sembrano non arrivare più, anche se il club continua ad essere molto popolare in Belgio. Militano comunque nel club giocatori come Horst Hrubesch, Gilbert Bodart, Alexandre Czerniatynski, André Cruz, Aurelio Vidmar, Marc Wilmots e Sérgio Conceição. Arriva un secondo posto nel campionato 1992-1993 e la Coppa nazionale ottenuta nello stesso anno.

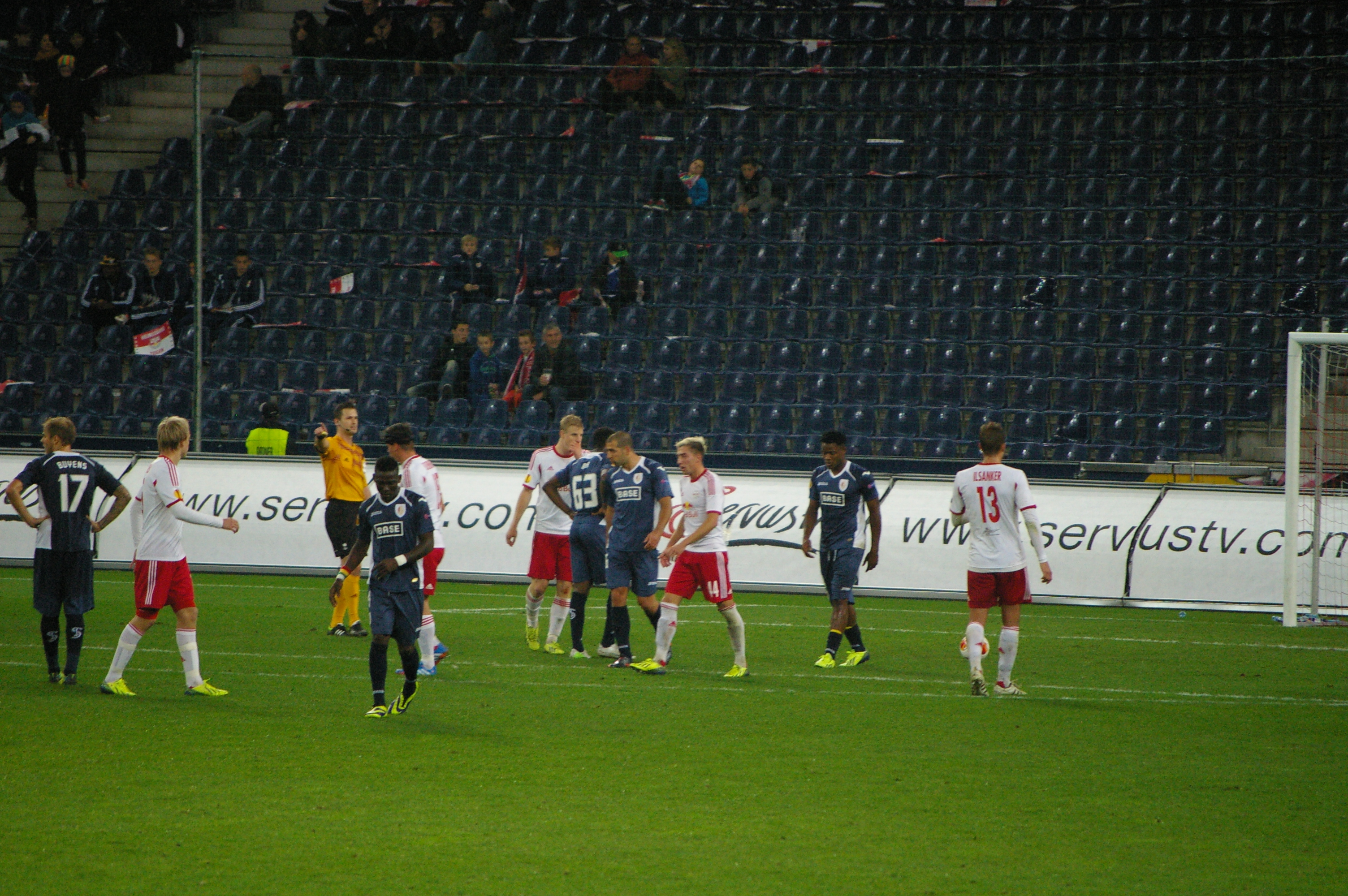
-Standard 2-1, incontro valido per la fase a gruppi dell'Europa League 2013-2014.

Dall'inizio degli anni duemila le cose cominciano a migliorare: lo Standard finisce secondo nel campionato 2005-2006, ed accede al terzo turno preliminare della Champions League 2006-2007, dove viene tuttavia eliminato dalla Steaua Bucarest. Torna poi al successo nella stagione 2007-2008, quando può festeggiare il nono titolo; i rossi, allenati dall'ex Michel Preud'homme e con in squadra Milan Jovanović, Steven Defour, Dante e Axel Witsel ottengono la certezza matematica del successo in campionato grazie alla vittoria per 2-0 sull'Anderlecht, ottenuta con la doppietta del congolese Mbokani. Al termine della stagione il tecnico abbandona l'incarico, ma la squadra conquista subito la terza Supercoppa del Belgio con il rumeno László Bölöni. A fine stagione lo Standard batte l'Anderlecht nel play-off scudetto, e arriva così il decimo titolo. I belgi accedono quindi alla fase a gironi della Champions League 2009-2010, dove si classificano terzi alle spalle di Arsenal e Olympiacos; proseguono poi l'avventura in UEFA Europa League, ma vengono eliminati dall'Amburgo nei quarti.
Nel 2010 è Dominique D'Onofrio a sedersi sulla panchina dello Standard, che in quella stagione conquista la sesta Coppa del Belgio ed ottiene un altro secondo posto in campionato; successivamente è però nuovamente eliminata nei preliminari della Champions League, in questo caso dallo Zurigo. Nuovo secondo posto nel 2013-2014 e nuovo mancato accesso ai gruppi della successiva edizione di Champions in seguito all'incontro con lo Zenit San Pietroburgo: il club fa ingaggia a ben tre allenatori, Guy Luzon, Ivan Vukomanovic e José Riga, ma viene eliminato nella fase a gruppi dell'Europa League e arriva quarto in campionato. Anche nell'annata successiva si registrano tre cambi in panchina, ma alla fine arriva la Coppa del Belgio 2015-2016.
Dopo un'altra stagione non esaltante, nel 2018 si assiste al ritorno dei Rouches ai vertici del campionato belga. La squadra, allenata da Ricardo Sá Pinto, si piazza al sesto posto nella stagione regolare ma nei play-off scudetto riesce a risalire fino a giungere alla seconda posizione, con soli tre punti di distacco dai campioni del Club Bruges. Lo Standard riesce poi a mettere in bacheca un'altra Coppa in seguito alla vittoria in finale sul Genk. Manca però nuovamente l'accesso alla fase a gironi della Champions in virtù della sconfitta subita contro l'Ajax; accede invece a quelli dell'Europa League, senza però riuscire a proseguire. Il campionato 2019-2020 è poi interrotto dall'emergenza COVID-19.
Nel marzo 2022 la holding statunitense 777 Partners ha acquistato il 100% delle quote societarie dello Standard Liège per 55 milioni di euro. Dopo varie vicissitudini, il 4 settembre 2024 il club ha annunciato la fuoriuscita di ogni membro della 777 Partners dal consiglio di amministrazione e la messa in vendita della società, segnando la fine del controllo del club da parte della holding con sede a Miami.

## Colori e simboli

### Colori
I colori della maglia dello Standard Liegi sono il rosso, che è il principale e che dà origine al soprannome della squadra, e il bianco. I pantaloncini sono invece bianchi e i calzettoni sono rossi con inserti bianchi.

### Simboli ufficiali

#### Stemma
Il simbolo dello Standard Liegi è composto da uno scudetto diviso verticalmente in una parte rossa, più piccola, e una bianca; in quest'ultima figurano, in giallo le lettere "SL" intrecciate. Il tutto è sormontato dalla corona reale ed è circondato da due rami. In basso c'è invece l'indicazione dell'anno di fondazione, il 1898, sempre in giallo.

## Strutture

### Stadio

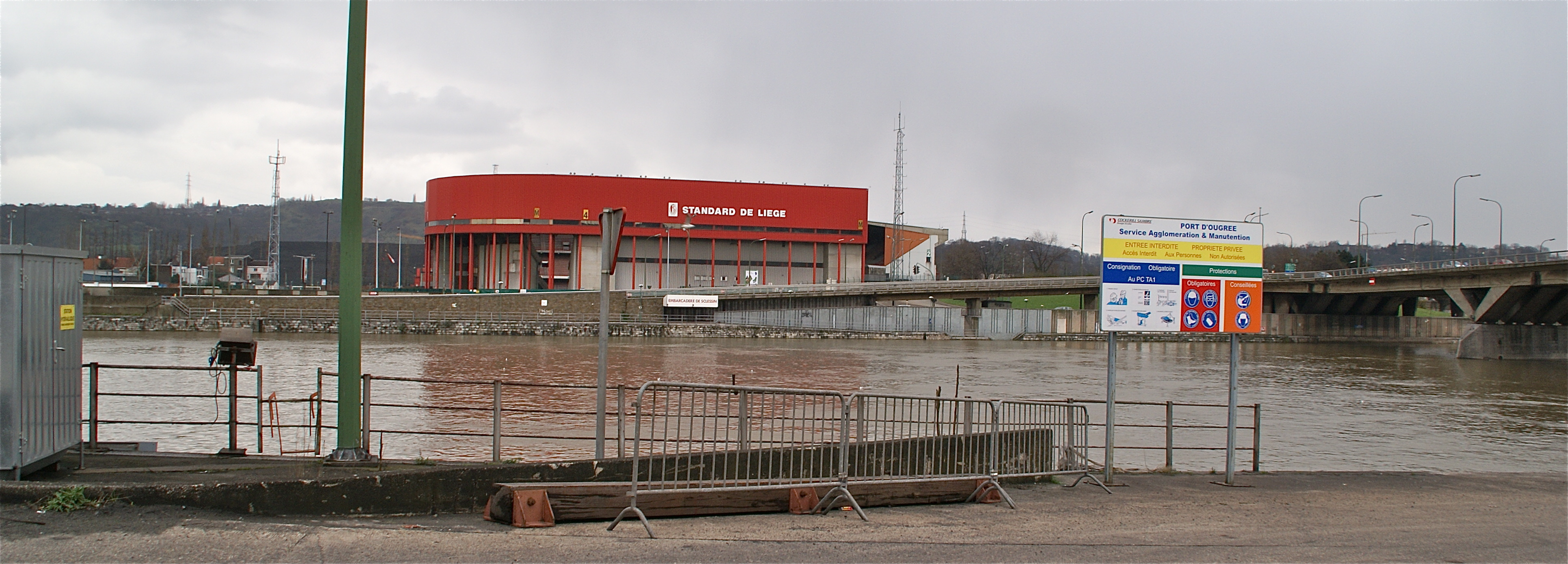
Veduta esterna dello Stadio Maurice Dufrasne, dalla sponda opposta della Mosa.

Dal 1909 il club disputa le proprie gare interne nello Stadio Maurice Dufrasne, che è situato a Liegi, nei pressi della Mosa, e che può ospitare 30.023 spettatori.
L'impianto è stato intitolato all'allora presidente dello Standard, ma è noto anche come "Stade de Sclessin" dal nome del quartiere nel quale sorge.
Nel corso della sua storia è stato ristrutturato più volte e ha ospitato anche la finale per il terzo posto del campionato d'Europa 1972 oltre a tre partite della prima fase di quello del 2000.

## Allenatori e presidenti

### Allenatori
Tutti gli allenatori a partire dal 1958:
- 1958–1961  Géza Kalocsay
- 1961–1962  Jean Prouff
- 1962–1963  Jean Prouff,  Auguste Jordan
- 1963–1964  Auguste Jordan
- 1964–1968  Milorad Pavić
- 1968–1973  René Hauss
- 1973–1974  Vlatko Marković (01 lug.-31 ott.)
 Nedeljko Bulatović (01 nov.-30 giu.)
- 1974–1975  Cor van der Hart
- 1976–1979  Robert Waseige
- 1979–1981  Ernst Happel
- 1981–1984  Raymond Goethals
- 1984–1985  Louis Pilot
- 1985–1988  Milorad Pavić
- 1988–1989  Urbain Braems
- 1989–1991  Georg Keßler
- 1991–1993  Arie Haan
- 1993–1994  Arie Haan (01 lug.-31 dic.)
 René Vandereycken (01 gen.-30 giu.)
- 1994–1996  Robert Waseige
- 1996–1997  Jos Daerden
- 1997–1998  Aad de Mos (01 lug.-15 nov.)
 Daniel Boccar (16 nov.-15 feb..)
 Luka Peruzović (16 feb.-30 giu.)
- 1998–1999  Tomislav Ivić
- 1999–2000  Tomislav Ivić (01 lug.-17 set.)
 Željko Mijač (24 set.-5 dic.)
 Jean Thissen (12 gen.-6 mag.)
 Tomislav Ivić (6 mag.-30 giu.)
- 2000–2001  Tomislav Ivić (01 lug.-31 dic.)
 Michel Preud'homme (25 dic.-30 giu.)
- 2001–2002

Michel Preud'homme
- 2002–2006  Dominique D'Onofrio
- 2006–2007  Jan Boskamp (01 lug.-30 ago.)
 Michel Preud'homme (31 ago.-30 giu.)
- 2007–2008  Michel Preud'homme
- 2008–2009  László Bölöni
- 2009–2010  László Bölöni (01 lug.-10 feb.)
 Dominique D'Onofrio (10 feb.-30 giu.)
- 2010-2011

Dominique D'Onofrio
- 2011–2012  José Riga
- 2012–2013  Ron Jans (01 lug.-22 ott.)
 Mircea Rednic (26 ott.-5 giu.)
 Guy Luzon (6 giu.-30 giu.)
- 2013–2014  Guy Luzon
- 2014–2015  Ivan Vukomanović (01 lug.-2 feb.)
 José Riga (3 feb.-30 giu.)
- 2015–2016  Slavoljub Muslin (01 lug.-27 ago.)
 Éric Deflandre (28 ago.-6 set.)
 Yannick Ferrera (7 set.-30 giu.)
- 2016–2017  Yannick Ferrera (01 lug.-5 set.)
 Aleksandar Janković (6 set.-16 apr.)
 José Jeunechamps (17 apr.-30 giu.)
- 2017–2018  Ricardo Sá Pinto
- 2018–2020  Michel Preud'homme
- 2020–2021  Philippe Montanier(01 lug.-26 dic.)
 Mbaye Leye (30 dic.-30 giu.)
- 2021–2022  Mbaye Leye (01 lug.-04 ott.)
 Luka Elsner (07 ott.-20 apr.)
 William Still (20 apr.-30 giu.)
- 2022–2023 Ronny Deila

### Presidenti
- 1898–1902  Joseph Debatty
- 1902–1903  Gaston Jacquet
- 1903–1906  Joseph Nollet
- 1906–1909  Léon Herzet
- 1909–1931  Maurice Dufrasne
- 1931–1935  Joseph Fernand Herzet
- 1935–1938  Hubert Delacolette
- 1938–1952  Léon Rassart
- 1952–1977  Paul Henrard
- 1977–1986  Charles Huriaux
- 1986–1988  Camille Heusghem
- 1988–1998  Jean Wauters
- 1998–2000  André Duchêne
- 2000–2011  Reto Stiffler
- 2011–2015  Roland Duchâtelet
- 2015–2022   Bruno Venanzi

## Calciatori
- Calciatore belga dell'anno
- Jean Nicolay (1963)
- Wilfried Van Moer (1969, 1970)
- Christian Piot (1972)
- Eric Gerets (1982)
- Sérgio Conceição (2005)
- Steven Defour (2007)
- Axel Witsel (2008)
- Milan Jovanović (2009)
- Capocannonieri della Coppa delle Coppe
- Roger Claessen (1967)
- Eddy Voordeckers (1982)

- Capocannonieri del campionato belga
- Jean Mathonet (1956)
- Roger Claessen (1968)
- Antal Nagy (1969)
- Erwin Kostedde (1971)
- Harald Nickel (1978)
- Aurelio Vidmar (1995)
- Michy Batshuayi (2014)

## Palmarès

### Competizioni nazionali
- Campionato belga: 10

1957-1958, 1960-1961, 1962-1963, 1968-1969, 1969-1970, 1970-1971, 1981-1982, 1982-1983, 2007-2008, 2008-2009
- Coppa del Belgio: 8

1953-1954, 1965-1966, 1966-1967, 1980-1981, 1992-1993, 2010-2011, 2015-2016, 2017-2018
- Coppa di Lega belga: 1

1974-1975
- Supercoppa del Belgio: 4

1981, 1983, 2008, 2009

### Competizioni internazionali
- Coppa Intertoto: 5

1974, 1980, 1981, 1982, 1984

### Altri piazzamenti
- Campionato belga:

Secondo posto: 1925-1926, 1927-1928, 1935-1936, 1961-1962, 1964-1965, 1972-1973, 1979-1980, 1992-1993, 1994-1995, 2005-2006, 2010-2011, 2013-2014, 2017-2018
Terzo posto: 1926-1927, 1933-1934, 1948-1949, 1954-1955, 1958-1959, 1963-1964, 1965-1966, 1967-1968, 1971-1972, 1976-1977, 1977-1978, 1978-1979, 1980-1981, 1985-1986, 1991-1992, 2000-2001, 2003-2004, 2006-2007, 2018-2019
- Coppa del Belgio:

Finalista: 1983-1984, 1987-1988, 1988-1989, 1998-1999, 1999-2000, 2006-2007, 2020-2021
Semifinalista: 1911-1912, 1979-1980, 1989-1990, 1991-1992, 2005-2006, 2007-2008
- Coppa di Lega belga:

Finalista: 1973-1974
Semifinalista: 1972-1973
- Supercoppa del Belgio:

Finalista: 1982, 1993, 2011, 2016, 2018
- Coppa delle Coppe:

Finalista: 1981-1982
Semifinalista: 1966-1967
- Coppa dei Campioni:

Semifinalista: 1961-1962
- Coppa Intertoto UEFA:

Finalista: 1996
Semifinalista: 2000

## Statistiche e record

### Partecipazione ai campionati e ai tornei internazionali

#### Campionati nazionali
Lo Standard Liegi è la squadra con più partecipazioni al massimo campionato belga.
Dalla stagione 1920-1921 alla 2025-2026 compresa il club ha ottenuto le seguenti partecipazioni ai campionati nazionali:
| Livello | Categoria                                | Partecipazioni | Debutto   | Ultima stagione | Totale |
| ------- | ---------------------------------------- | -------------- | --------- | --------------- | ------ |
| 1º      | Division d'Honneur/Division I-Pro League | 107            | 1909-1910 | 2025-2026       | 107    |
| 2º      | Tweede klasse/Division 1B                | 1+             | 1919-20   | 1919-20         | 1+     |

#### Tornei internazionali
Il miglior risultato nelle competizioni europee è il raggiungimento della finale della Coppa delle Coppe 1981-1982, persa 2-1 contro il Barcellona, che venne tra l'altro giocata al Camp Nou. Altri traguardi importanti furono l'approdo alle semifinali nella Coppa dei Campioni 1961-1962 e nella Coppa delle Coppe 1966-1967, dove venne battuto rispettivamente dal Real Madrid e dal Bayern Monaco. In tempi più recenti i Rossi si sono riusciti in un'occasione a qualificare alla fase a gruppi della Champions League, nell'edizione 2009-2010, terminando la corsa in virtù del terzo posto conquistato.
Alla stagione 2020-2021 il club ha ottenuto le seguenti partecipazioni ai tornei internazionali:
| Categoria                                | Partecipazioni | Debutto   | Ultima stagione |
| ---------------------------------------- | -------------- | --------- | --------------- |
| Coppa dei Campioni/UEFA Champions League | 14             | 1958-1959 | 2018-2019       |
| Coppa delle Coppe                        | 6              | 1965-1966 | 1993-1994       |
| Coppa UEFA/UEFA Europa League            | 21             | 1973-1974 | 2020-2021       |
| Coppa Intertoto                          | 3              | 1996      | 2000            |
| Coppa delle Fiere                        | 1              | 1968-1969 | 1968-1969       |

### Statistiche individuali
A livello generale, il giocatore sceso più volte in campo con la maglia del club è Henri Thellin a quota 577, mentre il miglior marcatore di tutti i tempi è Jean Capelle con 245 reti. Nelle competizioni europee, invece, il giocatore con più presenze è Léon Semmeling a quota 45, mentre il miglior marcatore è Roger Claessen con 22 gol.

### Statistiche di squadra
A livello internazionale la miglior vittoria è per 9-0, ottenuta contro il Floriana nel primo turno della Coppa delle Coppe 1981-1982, mentre la peggior sconfitta è il 7-0 subito contro l'Arsenal nel secondo turno della Coppa delle Coppe 1993-1994.

## Tifoseria

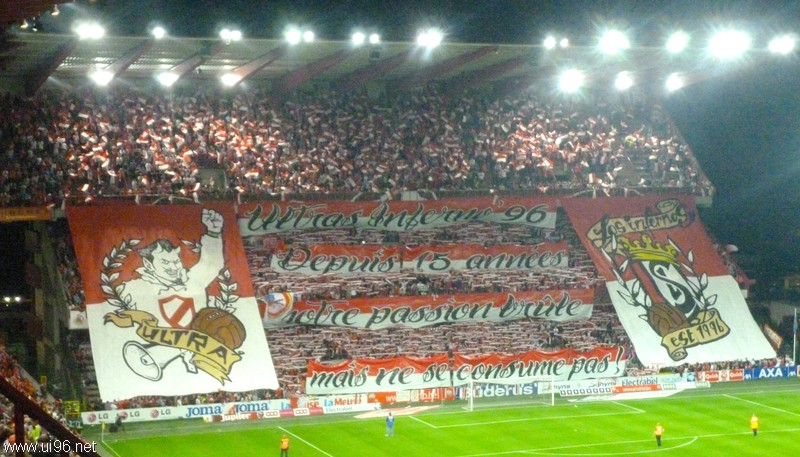
Tifosi del club.

Ci sono diversi importanti gruppi di tifosi, ma i più popolari sono la Hell-Side 81, l'Ultras Inferno 96, la Kop Rouche e la PHK - ciascuno di questi associato a un diverso settore dello stadio.

## Organico

### Rosa 2025-2026
Aggiornata al 4 agosto 2025.
| N. |                        | Ruolo | Calciatore               |
| -- | ---------------------- | ----- | ------------------------ |
| 1  | Belgio (bandiera)      | P     | Matthieu Epolo           |
| 4  | Croazia (bandiera)     | D     | Boško Šutalo             |
| 5  | Belgio (bandiera)      | D     | Boli Bolingoli-Mbombo    |
| 6  | Ruanda (bandiera)      | C     | Hakim Sahabo             |
| 7  | Germania (bandiera)    | C     | Tobias Mohr              |
| 8  | Cile (bandiera)        | C     | Nayel Mehssatou          |
| 9  | Francia (bandiera)     | A     | Thomas Henry             |
| 10 | Germania (bandiera)    | A     | Dennis Eckert            |
| 11 | Belgio (bandiera)      | A     | Adnane Abid              |
| 13 | Stati Uniti (bandiera) | D     | Marlon Fossey (capitano) |
| 14 | Belgio (bandiera)      | C     | Léandre Kuavita          |
| 17 | Comore (bandiera)      | A     | Rafiki Saïd              |
| 18 | Inghilterra (bandiera) | D     | Henry Lawrence           |

| N. |                       | Ruolo | Calciatore          |
| -- | --------------------- | ----- | ------------------- |
| 19 | Guinea (bandiera)     | A     | Moussa Djenepo      |
| 20 | Francia (bandiera)    | C     | Ibrahim Karamoko    |
| 21 | Belgio (bandiera)     | P     | Lucas Pirard        |
| 22 | Belgio (bandiera)     | D     | Alexandro Calut     |
| 23 | Madagascar (bandiera) | C     | Marco Ilaimaharitra |
| 24 | Togo (bandiera)       | D     | Josué Homawoo       |
| 25 | Belgio (bandiera)     | D     | Ibe Hautekiet       |
| 27 | Marocco (bandiera)    | C     | Mohamed El Hankouri |
| 29 | Belgio (bandiera)     | D     | Daan Dierckx        |
| 44 | Scozia (bandiera)     | D     | David Bates         |
| 45 | Belgio (bandiera)     | P     | Matteo Godfroid     |
| 94 | Danimarca (bandiera)  | C     | Casper Nielsen      |
| 95 | Francia (bandiera)    | A     | Grejohn Kyei        |